# Sistema Integrado de Gestión Bibliotecaria
Un Sistema Integrado de Gestión Bibliotecaria (SIGB) es un software destinado a la gestión informática y a la automatización de las diferentes actividades necesarias para el funcionamiento de una biblioteca (gestión de las colecciones y de los usuarios, catalogación, circulación, adquisiciones, consultas, estadísticas, etc.). Un SIGB se basa generalmente en una base de datos relacional, un software para interaccionar con esta base de datos, una interfaz destinada a los profesionales y otra destinada a los usuarios.
Tradicionalmente un SIGB se organiza en módulos, como por ejemplo: 
- administración (configuración y parametrización del sistema: tipos de usuarios, tipos de registros, etc.)
- adquisiciones(pedidos, recibidos, facturación de los documentos)
- catalogación (creación de registros en la base de datos)
- préstamo (prestar los documentos a los usuarios y su regreso)
- publicaciones periódicas (control de las colecciones de revistas y periódicos)
- el catálogo en línea (interfaz para los usuarios)

## Historia
Los SIGB aparecieron en los años 1970 y 1980 y se desarrollaron durante las siguientes décadas. Desde los años 2000, sin embargo, el auge de las publicaciones electrónicas (por las que los SIGB tradicionales están poco adaptados) y de servicios en Internet como Google, cuestionaron el modelo de SIGB existente. Recientemente han comenzado a aparecer sistemas basados en SaaS (Software as a Service) y tecnologías en la nube, junto con herramientas de descubrimiento que sustituyen a los catálogos en línea (por ejemplo: Summon, Primo, EDS, etc.).
En paralelo al desarrollo de nuevas funcionalidades para los SIGB, desde el año 2011, también han venido desarrollándose sistemas de nueva generación que en la literatura profesional han sido bautizados como Plataformas de Servicios Bibliotecarios o PSB (Library Services Platform, LSP), siendo el primer ejemplo Alma (Ex Libris). Las PSB suponen una reconceptualización total del modelo clásico de SIGB, adoptando una visión más amplia al gestionar todos los flujos de trabajo y todos los recursos de información de la biblioteca. 